# ناحیه البورن، شهرستان سنت لوئیس، مینه‌سوتا
شهرستان البورن، بخش سنت لوئیس، مینه‌سوتا (به انگلیسی: Alborn Township, St. Louis County, Minnesota) یک منطقهٔ مسکونی در ایالات متحده آمریکا است که در مینه‌سوتا واقع شده‌است.

## خصوصیات
شهرستان البورن ۹۱٫۳ کیلومترمربع مساحت و ۴۶۰ نفر جمعیت دارد و ۴۱۰ متر بالاتر از سطح دریا واقع شده‌است.